# 戴运龙
戴运龙（1965年9月—），湖北黄梅人，汉族，中国共产党党员。中华人民共和国政治人物、第十三届全国人民代表大会广东地区代表。

## 生平
1988年从中南财经大学毕业后，开始在广东省财政厅任职。2009年9月，任广东省财政厅党组成员、副厅长。2013年5月，任广东省人大常委会副秘书长、办公厅主任。2017年5月，回到广东省财政厅任党组书记，次月任广东省财政厅厅长。
2024年1月，任深圳市人大常委会党组书记，次月当选深圳市人大常委会主任。
2018年2月24日，当选为第十三届全国人大代表。